# Єршов Петро Павлович
Петро Павлович Єршов (рос. Пётр Павлович Ершов; *22 лютого (6 березня) 1815, село Безруково, поблизу міста Ішим, тепер Тюменської області, Росія — †18 (30) серпня 1869, Тобольськ) — російський письменник, автор віршованої казки «Горбоконик» (рос. "Конёк-горбунок").

## Біографія
1834 року закінчив Петербурзький університет. Працював учителем, від 1857 року — директор Тобольської гімназії.
1834 року створив віршовану казку «Горбоконик», яку схвалив Олександр Сергійович Пушкін. Повне видання здійснено 1856 року. Писав також ліричні пісні в романтичному дусі, поеми, оповідання, п'єси.